# 影崎由那
影崎 由那（かげさき ゆな、1973年3月3日 - ）は、日本の漫画家、イラストレーター、原画家。女性。

## 人物
大学中退後、成人向けゲームソフト会社（姫屋ソフト）へ就職。かたわら、成人向け漫画や一般向け漫画も執筆する。吸血鬼を題材にした漫画「かりん」がヒットし、現在では主に漫画家として活動する。なお、駆け出しの頃のエピソードを一読者として『ファンロード』の一コーナー「はみだしコミック」で3回ほどに分けて発表している。
影山由多の別名義を持ち、成人向け漫画・成人向けゲームで使用されることがある。趣味はキャラいびり。

## エピソード
- アナログ画材による美麗な手描きイラストが売り物だった。例えば成人向けゲーム「まゆ」では、アナログで仕上げたイラストを取り込んでゲーム画面にしていた。
- 姫屋ソフト在籍時代から一般向け漫画を描くまでの長い間、パソコンを所有しておらず、初めて本人が手がけたCGイラストは「櫻の一番!」の1巻の表紙。本人はアナログ絵にしたかったが、角川の担当者に、CGを描くか線画だけ描いて他の作家にCG塗りを依頼するかにすると言われ、渋々みずからCGを描くことにしたという。
- 『コ・コ・ロ…2』の原画の仕事で、男性キャラ同士3人の乱交シーンの原画をメーカーに提出したら「このキャラ（の一人）は包茎なので描き直して下さい」とリテイクを要求され、「モザイクが掛かる部分なのに…」と不思議に思ったとの事（同人誌『コ・コ・ロ…2』原画集より）。
- 『かりん』発売時には苗字の読みを「かげざき」と間違えられており、表紙にも「kagezaki」と書かれている。修正されたときには自らあとがきのネタとして使った。
- 同じく漫画家の樹るうとは、公私にわたり旧知の仲で、各々の作品のあとがき等で、互いをネタに使うことがある。また樹のホームページも、影崎のホームページ内に仮設している。
- もとは影崎夕那のペンネームを使用していたが、出版社からの要望で一般向けに影崎由那を使うようになった。『かりん』を執筆している頃から一般向けの活動が多くなると同時に成年向け作品には影山由多の名義を使うようになったが、近年では成年向け作品をあまり描かなくなり、影山名義はほとんど使われていない。

## コミック

### 影崎由那 名義
『大正小町事件帖 櫻の一番!』
ドラゴンコミックス 角川書店
1. 壱ノ巻 ISBN 4049261790 2001年9月
2. 弐ノ巻 ISBN 4049261855 2001年12月
3. 参ノ巻 ISBN 4049261979 2002年5月
4. 四ノ巻 ISBN 4049262061 2002年11月
5. 伍ノ巻 ISBN 4049262215 2003年4月

『かりん』
角川コミックドラゴンJr． 角川書店
1. ISBN 4047123439 2003年10月
2. ISBN 404712351X 2004年3月
3. ISBN 4047123625 2004年7月
4. ISBN 4047123765 2004年11月
5. ISBN 4047123900 2005年3月
6. ISBN 4047124095 2005年7月
7. ISBN 4047124249 2005年10月
8. ISBN 4047124265 2006年4月
9. ISBN 4047124605 2006年9月
10. ISBN 4047124745 2006年12月
11. ISBN 9784047124868 2007年4月
12. ISBN 9784047125056 2007年8月
13. ISBN 9784047125193 2007年12月
14. ISBN 9784047125391 2008年4月

『かりんまるごと鼻血ぶーっく』
影崎由那・甲斐透・他 角川コミックドラゴンJr. 富士見書房
ISBN 4047124397 2006年3月
『かりんairmail 影崎由那短編集』
角川コミックドラゴンJr. 富士見書房
ISBN 9784047125865 2009年1月
「ブラウンリックの森の迷子」
（『KA-NON かりん×碧海のAiON 影崎由那短編集』収録）

『すとれんじマンション』
まんがタイムKRコミックス 芳文社
ISBN 4832275968 2006年9月

『HA・I・KA・RA』
YKコミックス 少年画報社
ISBN 4785919140 1995年5月
『HA・I・KA・RA-MONO』
Daito Comics 大都社
ISBN 4886537901 2003年9月

『碧海のAiON』
角川コミックス 富士見書房
1. ISBN 9784047125872 2009年1月
2. ISBN 9784047125971 2009年4月
3. ISBN 9784047126206 2009年8月
4. ISBN 9784047126398 2009年12月
5. ISBN 9784047126640 2010年5月
6. ISBN 9784047126831 2010年9月
7. ISBN 9784047127067 2011年1月
8. ISBN 9784047127395 2011年8月
9. ISBN 9784047127692 2012年1月
10. ISBN 9784047128002 2012年6月
11. ISBN 9784047128316 2012年10月

『KA‐NON かりん×碧海のAiON 影崎由那短編集』
ドラゴンコミックスエイジ 富士見書房
ISBN 9784047128675 2013年4月

『ひぐらしのなく頃に 心癒し編』
『月刊コンプエース』2008年10月号より2009年4月号まで連載された。
竜騎士07原作 角川コミックス・エース 角川書店
ISBN 9784047152151 2009年3月

「ぎゃくてんこもり!」
読切作品。『月刊ドラゴンエイジ』2007年6月号掲載（『かりんairmail 影崎由那短編集』収録）。
「大好きな人を捜してます。」
読切作品。『月刊ドラゴンエイジ』2007年12月号掲載（『かりんairmail 影崎由那短編集』収録）。

『おにいちゃん☆コントロール』
『コミックハイ!』2009年5月号より開始、一時的な『COMICすもも』移籍を経て2014年5月号まで連載。
アクションコミックス・コミックハイ!ブランド 双葉社
1. ISBN 978-4-575-83799-5 （2010年08月10日発売）、フルカラー限定版 ISBN 978-4-575-83973-9 （2011年10月12日発売）
2. ISBN 978-4-575-83972-2 （2011年10月12日発売）
3. ISBN 978-4-575-84139-8 （2012年10月2日発売）
4. ISBN 978-4-575-84295-1 （2013年10月12日発売）
5. ISBN 978-4-575-84426-9（2014年6月10日発売）

『鏡面のシルエット』
『good!アフタヌーン』2010年10月号より2013年11月号まで連載された。
永山珠瀬原作 アフタヌーンKC 講談社
1. ISBN 9784063107661 2011年8月
2. ISBN 9784063878318 2012年9月
3. ISBN 9784063879032 2013年7月
4. ISBN 9784063879322 2013年11月

『ソラ×リラ〜宙色のリラと臆病な僕〜』
『コミックハイ!』2014年10月号より開始。同誌の休刊でニコニコ静画内の『月刊のアクション』に移籍。2015年6月9日まで連載。
アクションコミックス 双葉社 
1. ISBN 9784575845723 2015年2月
2. ISBN 9784575846478 2015年7月

『たちあがれ! オークさん』
公式ツイッターアカウント『たちあがれ！ オークさん』公式にて2016年6月6日より2018年11月2日まで連載。
ホーム社ウェブコミックサイト『Z』（旧・画楽ノ杜）その他ウェブコミックサイトでもディレイ連載。
阿羅本景原作、画楽コミックス愛蔵版コミックス（紙書籍） ホーム社、ヤングジャンプコミックスDIGITAL（電子書籍） 集英社
1. ISBN 9784834284621 2016年12月
2. ISBN 9784834284676 2017年4月
3. ISBN 9784834284744 2017年9月
4. ISBN 9784834284812 2018年5月

『魔女の家 エレンの日記』
『月刊ドラゴンエイジ』2017年7月号から2018年3月号まで連載された。
ふみー原作 ドラゴンコミックスエイジ KADOKAWA
1. ISBN 9784040725307 2017年12月
2. ISBN 9784040727097 2018年5月

『よみがえれ! オークさん』
公式ツイッターアカウント『よみがえれ! オークさん』公式にて2018年11月2日より2019年9月30日まで連載。
ウェブコミックサイトニコニコ静画内の『comip!』でもディレイ連載。
阿羅本景原作 ヤングジャンプコミックスDIGITAL（電子書籍） 集英社
電子書籍のみ 2020年4月

『白魔法師は支援職ではありません ※支援もできて、本(ぶつり)で殴る攻撃職です』
『comicコロナ』にて2019年8月より2021年3月まで連載。全3巻。
マグム原作 azuタロウキャラクター原案 コロナ・コミックス TOブックス
1. ISBN 9784864729161 2020年2月
2. ISBN 9784866990736 2020年11月
3. ISBN 9784866992211 2021年5月

『大相撲令嬢 〜聖女に平手打ちを食らった瞬間相撲部だった前世を思い出した悪役令嬢の私は捨て猫王子にちゃんこを振る舞いたい はぁどすこいどすこい〜』
『コミック アース・スター』にて2021年7月より2022年12月まで連載。全3巻。
川獺右端・村上ゆいち原作 アース・スターコミックス アース・スターエンターテイメント
1. ISBN 9784803015812 2021年12月
2. ISBN 9784803016482 2022年6月
3. ISBN 9784803017311 2023年1月

『その亀、地上最強 〜僕は最愛の亀と平和に暮らしたい〜』
『コミック アース・スター』にて2023年8月より2024年9月まで連載。全2巻。
しんこせい原作 アース・スターコミックス アース・スターエンターテイメント
1. ISBN 9784803018882 2024年1月
2. ISBN 9784803020151 2024年10月

### 影崎夕那 名義
- 『Confine』 ISBN 4871822540
- 『ヴァンパイア猫娘騒動譚』 ISBN 4773005548
- 『TWINS』 ISBN 4871823644
- 『ヴィシャス』 ISBN 4877343377
- 『May-Be SOFT原画集2』 ISBN 4894903067

### 影山由多 名義
- 『Accent』 ISBN 4877346848

## 小説挿絵
『かりん増血記』
甲斐透、著 富士見ミステリー文庫 富士見書房
1. ISBN 4829162287 2003年11月
2. ISBN 4829162503 2004年3月
3. ISBN 482916266X 2004年8月
4. ISBN 4829162805 2004年12月
5. ISBN 4829162988 2005年4月
6. ISBN 4829163216 2005年10月
7. ISBN 4829163682 2006年9月
8. ISBN 9784829163832 2007年2月
9. ISBN 9784829163894 2007年5月

『かりん増血記 恥じらいダイアリー』
甲斐透、著 富士見ミステリー文庫 富士見書房
1. ISBN 4829163399 2006年2月
2. ISBN 482916350X 2006年5月

『突撃王女』
鈴木一二三、著スーパーダッシュ文庫 集英社
ISBN 9784086304740 2009年2月

## ゲーム原画

### 一般
- 『Infinity』
- 『Never7 -the end of infinity-』
- 『私立鳳凰学園 一年純愛組』
- 『新スーパーリアル麻雀シリーズ Hi☆Paiパラダイス』
- 『新スーパーリアル麻雀シリーズ Hi☆Paiパラダイス2 温泉へいこうよっ!』
- 『D.C.P.S. 〜ダ・カーポ〜 プラスシチュエーション』

### 18禁
- 『YES!『洋館のヴァンパイア』』
- 『BACTA・2』
- 『ぷりてぃ戦隊きゃるる〜ん』
- 『FILE』
- 『Ce`st・la・vie』
- 『イッパツJANG!』
- 『霧島診療室の午後』
- 『Coming Heart』
- 『エスケイプ!』
- 『HIGHスクールDAYS』
- 『や・く・そ・く』
- 『卒業写真』
- 『卒業写真2』
- 『あゆ』
- 『みお & みほ』
- 『まゆ』
- 『天使のひな』
- 『コ・コ・ロ…2』